# José de Jesús Sahagún de la Parra
José de Jesús Sahagún de la Parra (* 1. Januar 1922 in Cotija, Michoacán) ist ein mexikanischer Geistlicher und emeritierter römisch-katholischer Bischof von Ciudad Lázaro Cárdenas.

## Leben
José de Jesús Sahagún de la Parra wurde als eines von 10 Kindern des Arztes Alberto Sahagún de la Parra und seiner Ehefrau geboren, von denen vier Priester wurden, darunter José de Jesús. Er empfing am 26. Mai 1946 die Priesterweihe.
Papst Johannes XXIII. ernannte Jesús Sahagún am 22. Mai 1961 zum ersten Bischof des damals errichteten Bistums Tula. Der Apostolische Delegat in Mexiko, Luigi Raimondi, spendete ihm am 8. September desselben Jahres die Bischofsweihe; Mitkonsekratoren waren Luis Guízar y Barragán, Bischof von Saltillo, und José Gabriel Anaya y Diez de Bonilla, Bischof von Zamora.
Jesús Sahagún war Konzilsvater und zwischen 1962 und 1965 Teilnehmer der drei von vier Sitzungsperioden des Zweiten Vatikanischen Konzils. Dabei beteiligte er sich unter anderem an den Debatten über die Schemata der Pastoralkonstitution Gaudium et spes (GS) „über die Kirche in der Welt von heute“. In der Konzilsaula saß Jesús Sahagún nahe bei Joseph Höffner, dem Bischof von Münster. Sie kamen ins Gespräch, daraus entstand die Diözesanpartnerschaft zwischen den Bistümern Tula und Münster.
Am 11. September 1985 ernannte Papst Johannes Paul II. Jesús Sahagún zum Bischof von Ciudad Lázaro Cárdenas. Am 3. Mai 1993 trat er von seinem Amt zurück. Seinen Lebensabend verbringt er in Uruapan in seinem heimatlichen Bundesstaat Michoacán.
Jesús Sahagún ist der letzte noch lebende Konzilsvater des Zweiten Vatikanischen Konzils, der an der ersten Sitzungsperiode teilgenommen hat, und der letzte noch lebende Bischof, den Papst Johannes XXIII. ernannt hatte. Seit dem Tod Laurent Noëls am 2. Juli 2022 ist Jesús Sahagún der älteste lebende Bischof der katholischen Kirche.

## Familie
- José de Jesús Sahagún de la Parra ist der Onkel von Marta María Sahagún Jiménez, der Ehefrau des mexikanischen Staatspräsidenten Vicente Fox.[9]

## Schriften
- Diócesis de Tula. Notas sobre sus primeros 25 años. Seminario San Felipe de Jesús, Tula 2012.